# Senzeille
Senzeille is een plaats en deelgemeente van de Belgische gemeente Cerfontaine in de Waalse provincie Namen. Tot 1 januari 1977 was het een zelfstandige gemeente.

## Demografische ontwikkeling
- Bronnen:NIS, Opm:1831 tot en met 1970=volkstellingen

## Bezienswaardigheden
Te bezichtigen in Senzeille: het gerestaureerde Kasteel van Senzeille gebouwd anno 1555 in Vlaams-Spaanse stijl, de eertijdse marmergroeve "Beauchâteau", de astronomische klok, het pittoreske dorpje met haar Sint-Martinuskerk, het "café de l'église" en het enig kruidenierswinkeltje, de Militaire Marche (elk 4de WE van september), het authentieke woud en de mooie natuur alom.